# 褚家湾站
褚家湾站位于中华人民共和国宁夏回族自治区中卫市海原县三河镇的一个铁路车站，建于1995年，是宝中铁路上的一个铁路车站，现办理客运业务，不办理货运业务，车站及其上下行区间均已电气化。车站距离宝鸡站342公里，隶属中国铁路兰州局集团，是五等站。